# イーグルス・ファースト
『イーグルス・ファースト』（Eagles）は、アメリカのロックバンド、イーグルスのファースト・アルバム。『ローリング・ストーン誌が選ぶオールタイム・ベストアルバム500』において、368位にランクインしている。

## 概要
1971年、リンダ・ロンシュタットのアルバム『Linda Ronstadt』（1972年1月発売）のレコーディング・メンバー、彼女のツアー・バンドとして集められたミュージシャン達がバンドを結成し「イーグルス」と名乗った。バンドはデヴィッド・ゲフィンのアサイラム・レコードと契約し、グリン・ジョンズがグレン・フライによってプロデューサーに選ばれた。レコーディングは1972年2月、ロンドンのオリンピック・スタジオで2週間かけて行われた。ただし「ナイチンゲールの歌」のみロサンゼルスのウォーリー・ハイダー・スタジオで再録音された。
先にシングルとして発売されたグレン・フライとジャクソン・ブラウンの共作の「テイク・イット・イージー」がヒットした。アルバムは1972年6月1日に発売された。
ジャケットの写真撮影はヘンリー・ディルツ。アート・ディレクションはゲイリー・バーデン。

## 収録曲

### Side 1
1. テイク・イット・イージー - "Take It Easy" - 3:34
作詞作曲：ジャクソン・ブラウン、グレン・フライ
リード・ボーカル：グレン・フライ
2. 魔女のささやき - "Witchy Woman" - 4:10
作詞作曲：ドン・ヘンリー、バーニー・レドン
リード・ボーカル：ドン・ヘンリー
3. チャグ・オール・ナイト - "Chug All Night" - 3:18
作詞作曲：グレン・フライ
リード・ボーカル：グレン・フライ
4. 哀しみの我等 - "Most of Us Are Sad" - 3:38
作詞作曲：グレン・フライ
リード・ボーカル：ランディ・マイズナー
5. ナイチンゲールの歌 - "Nightingale" - 4:08
作詞作曲：ジャクソン・ブラウン
リード・ボーカル：ドン・ヘンリー

### Side 2
1. 今朝発つ列車 - "Train Leaves Here This Morning" - 4:13
作詞作曲：ジーン・クラーク、バーニー・レドン
リード・ボーカル：バーニー・レドン
2. テイク・ザ・デヴィル - "Take the Devil" - 4:04
作詞作曲：ランディ・マイズナー
リード・ボーカル：ランディ・マイズナー
3. 早起き鳥 - "Earlybird" - 3:03
作詞作曲：バーニー・レドン、ランディ・マイズナー
リード・ボーカル：バーニー・レドン
4. ピースフル・イージー・フィーリング - "Peaceful Easy Feeling" - 4:20
作詞作曲：ジャック・テンプチン
リード・ボーカル：グレン・フライ
5. トライイン - "Tryin'" - 2:54
作詞作曲：ランディ・マイズナー
リード・ボーカル：ランディ・マイズナー

## パーソネル
- グレン・フライ (Glenn Frey) – ボーカル、ギター、スライドギター
- ドン・ヘンリー (Don Henley) – ボーカル、ドラム
- バーニー・レドン (Bernie Leadon) – ボーカル、ギター、バンジョー
- ランディ・マイズナー (Randy Meisner) – ボーカル、ベース